# Романістика (мовознавство)
Романі́стика (від лат. romanus «римський») або романська філологія — напрямок індоєвропейської філології, що вивчає романські мови та літератури, а також фольклор і культуру романських народів Старого та Нового світу.

## Історія
Романістика виникла ще у часи Середньовіччя як суміжна гуманітарна дисципліна, що вивчає відносини між класичною латиною та романськими мовами. Інтерес до романістики зріс після появи поезії трубадурів, які використовували для запису пісень окситанську мову. Як наука романістика почала формуватися лише в епоху Відродження, оскільки до цього багато романських мов вважалися лише діалектами, говорами, койне чи ідіомами латини.
Першим філологом-романістом вважається Данте, який сприяв становленню літературної італійської мови (пор. його працю «De vulgari eloquentia» про народну італійську мову). У XIX столітті німецький філолог Фрідріх Крістіан Діц заклав основи сучасного романського порівняльно-історичного мовознавства. З часом сфера романістики розширилася. Тепер вона займається не лише власне романськими мовами, але також вивчає культуру романських народів. Особливий інтерес для романістів становить процес виникнення та еволюції романських мов з латини, сам процес романізації, включаючи субстрат, суперстрат, адстрат, а також класифікація романських мов і діалектів.

## Сфера дослідження
У романістиці вирізняють такі області вживання романських мов за часом їхнього поширення, як Romania antiqua (європейські країни, де розмовляють романськими мовами до сьогодні),Romania nova (романськомовні країни Африки й Америки). Колишні романськомовні країни чи області, де сьогодні романські мови не вживаються, називають Romania submersa, це насамперед Велика Британія, Південно-західна Німеччина, Балканський півострів. Основою романських мов була не класична, писемна латина, а пізня розмовна латинська мова, яку традиційно називають народною латиною.
Романістика займається насамперед вивченням таких мов, як французька, італійська, іспанська, португальська (Лузитаністика), румунська, а також менші мови, такі як каталонська, галісійська, окситанська, ретороманська, ладинська, фріульська, сардська. Оскільки розрізнення мов та діалектів не є однозначним, у різних довідкових виданнях називають від 10 до 16 сучасних романських мов. Спірним серед науковців є статус таких мов, як астурійска, арагонська, гасконська та корсиканська, які трактують то як самостійні, то як діалектні варіанти більших мов. Франко-провансальська мова вживається в різних діалектних варіантах, але не має стандартного літературного варіанту. До сфери наукових інтересів романістики відносяться також креольські мови, що виникли на основі романських.
Завдяки спільному походженню романських мов з латини романістика заклала підвалини порівняльно-історичного мовознавства, розробивши методи порівняльного вивчення мов в діахронному та синхронному аспекті. Внаслідок спеціалізації наукових дисциплін науковці доволі рідко розглядають сьогодні всю сукупність романських мов водночас, натомість з'явилися окремі дисципліни романістики, що займаються якоюсь однією національною філологією, наприклад іспаністика (іспанська філологія), лузитаністика (португальська філологія) тощо.  
Романістика поділяється на дві головні дисципліни: романське літературознавство та романське мовознавство. Культуру романських народів розглядає романська культурологія. 
Романське мовознавство формулює гіпотези про перебіг процесу утворення романської мовної групи, займається типологічним описом спільних і відмінних рис романських мов. До тем романістики належить також вивчення варіативності романських мов (романські діалектологія, стилістика), їхньої структури (морфологія, синтаксис, текст) та історії. Останнім часом з'являється дедалі більше досліджень з романістики, що розвивають гіпотези загального мовознавства, прагматики чи когнітивного мовознавства.

### Бібліографічні видання
Найповнішою бібліографією з романістики є «Romanische Bibliographie», що сьогодні видається німецьким видавництвом Німаєр:
- Romanische Bibliographie / Bibliographie romane / Romance Bibliography, Tübingen: Niemeyer 1961ff. (спершу Zeitschrift für Romanische Philologie (ZrP) Supplemente, Halle/Saale, потім Tübingen 1875ff.; література з 1875-1913; 1924ff.)

### Загальні огляди
- Günter Holtus, Michael Metzeltin, Christian Schmitt (Hrsg.): Lexikon der Romanistischen Linguistik (LRL), Tübingen: Niemeyer, 1988-2005 (12 томів).
- Gerhard Ernst, Martin-Dietrich Gleßgen, Christian Schmitt u.a. (Hrsg.): Romanische Sprachgeschichte, 3 Bde., Berlin: de Gruyter, 2003-2008.
- Trudel Meisenburg, Christoph Gabriel: Romanische Sprachwissenschaft, Paderborn: UTB/BRO, 1. Auflage 2007
- Hans Robert Jauß, Erich Köhler, Hans Ulrich Gumbrecht (Hrsg.): Grundriß der romanischen Literaturen des Mittelalters (GRLMA), 11 Bde., Heidelberg: Winter 1972-1993.
- Wolf-Dieter Lange, Burghard Baltrusch u.a. (Hrsg.): Kritisches Lexikon der romanischen Gegenwartsliteraturen (KLRG), Tübingen: Narr, 1990ff.
- Wilhelm Theodor Elwert: Die romanischen Sprachen und Literaturen. Ein Überblick, München: Beck 1979, ISBN 978-3-406-05721-2
- Rainer Hess, Gustav Siebenmann, Tilbert D. Stegmann: Literaturwissenschaftliches Wörterbuch für Romanisten (LWR), 4., überarb. u. erw. Aufl., Tübingen: Francke, 2003 (=UTB 1373), ISBN 978-3-8252-1373-2
- Petrea Lindenbauer, Michael Metzeltin, Margit Thir: Die romanischen Sprachen. Eine einführende Übersicht, Wilhelmsfeld, Egert, 1995.
- Michael Metzeltin: Erklärende Grammatik der romanischen Sprachen, Wien, Praesens, 2010.
- Michael Metzeltin: Las lenguas románicas estándar. Historia de su formación y de su uso, Uviéu, Academia de la Llingua Asturiana, 2004, 300 pp. online

### Журнали
- Germanisch-romanische Monatsschrift
- Grenzgänge. Beiträge zu einer modernen Romanistik
- Lendemains
- Quo vadis, Romania? Zeitschrift für eine aktuelle Romanistik
- Revue de linguistique romane
- Romance Philology
- Romania
- Romanische Forschungen. Vierteljahresschrift für romanische Sprachen und Literaturen
- Romanistische Zeitschrift für Literaturgeschichte / Cahiers d‘Histoire des Littératures Romanes
- Romanistik in Geschichte und Gegenwart
- Romanistisches Jahrbuch
- The Romanic Review
- Vox Romanica
- Zeitschrift für romanische Philologie